# مورت سال
مورت سال (انگلیسی: Mort Sahl؛ ‏ ۱۱ مهٔ ۱۹۲۷ – ۲۶ اکتبر ۲۰۲۱) کمدین، روزنامه‌نگار، و بازیگر اهل کانادا بود. وی بین سال‌های ۱۹۵۰ تا ۲۰۲۰ میلادی فعالیت می‌کرد. مجری تلویزیون استیو آلن او را «تنها فیلسوف سیاسی واقعی ما در کمدی مدرن» توصیف نمود.
از فیلم‌هایی که وی در آن‌ها نقش داشته است، می‌توان به موج درست نکن و جانی کول اشاره نمود.